# Willy Semedo
Willy Johnson Semedo Afonso (ur. 27 kwietnia 1994 w Montfermeil) – kabowerdyjski piłkarz grający na pozycji skrzydłowego. Od 2021 jest zawodnikiem klubu Pafos FC.

## Kariera klubowa
Swoją piłkarską karierę Semedo rozpoczął w klubie Montrouge FC. W 2014 roku wyjechał na Cypr i został zawodnikiem czwartoligowego Alki Oroklini. W sezonie 2014/2015 wywalczył z nim awans do trzeciej, w sezonie 2015/2016 - do drugiej, a w sezonie 2016/2017 do pierwszej ligi cypryjskiej.
W styczniu 2018 Semedo został zawodnikiem Royalu Charleroi. Swój debiut w nim zaliczył 13 kwietnia 2018 w zremisowanym 2:2 domowym meczu z KRC Genk. W Charleroi rozegrał dwa ligowe mecze.
Latem 2018 Semedo został wypożyczony do drugoligowego KSV Roeselare. Zadebiutował w nim 1 września 2018 w zremisowanym 2:2 domowym spotkaniu z Lommel. W Roeselare spędził pół roku.
W lutym 2019 Semedo przeszedł do rumuńskiego klubu CSM Politehnica Jassy. Swój debiut w nim zanotował 10 lutego 2019 w zwycięskim 1:0 domowym meczu z Gaz Metan Mediaș. Zawodnikiem Politehniki był przez pół roku.
W lipcu 2019 Semedo został zawodnikiem francuskiego Grenoble Foot 38. W Ligue 2 zadebiutował w nim 26 lipca 2019 w zremisowanym 3:3 wyjazdowym spotkaniu z En Avant Guingamp. W Grenoble występował przez dwa sezony.
W lipcu 2021 Semedo trafił do cypryjskiego Pafos FC. Swój debiut w nim zaliczył 21 sierpnia 2021 w zwycięskim 4:0 domowym meczu z APOEL FC. W debiucie strzelił dwa gole.
| Sezon   | Klub                  | Kraj    | Rozgrywki                 | Mecze | Gole |
| ------- | --------------------- | ------- | ------------------------- | ----- | ---- |
| 2014/15 | Alki Oroklini         | Cypr    | Protathlima D’ Kategorias | 22    | 4    |
| 2015/16 | Alki Oroklini         | Cypr    | Protathlima G’ Kategorias | 28    | 7    |
| 2016/17 | Alki Oroklini         | Cypr    | Protathlima B’ Kategorias | 26    | 12   |
| 2017/18 | Alki Oroklini         | Cypr    | Protathlima A’ Kategorias | 20    | 5    |
| 2017/18 | Royal Charleroi       | Belgia  | Eerste klasse A           | 2     | 0    |
| 2018/19 | KSV Roeselare         | Belgia  | Eerste klasse B           | 11    | 0    |
| 2018/19 | CSM Politehnica Jassy | Rumunia | Liga I                    | 10    | 0    |
| 2019/20 | Grenoble Foot 38      | Francja | Ligue 2                   | 20    | 3    |
| 2020/21 | Grenoble Foot 38      | Francja | Ligue 2                   | 30    | 6    |

## Kariera reprezentacyjna
W reprezentacji Republiki Zielonego Przylądka Semedo zadebiutował 7 października 2020 w wygranym 2:1 towarzyskim meczu z Andorą, rozegranym w Andorze. W 2022 roku został powołany do kadry na Puchar Narodów Afryki 2021. Na tym turnieju rozegrał trzy mecze grupowe: z Etiopią (1:0), z Burkiną Faso (0:1) i z Kamerunem (1:1).